# Мелинда и Мелинда
«Мелинда и Мелинда» (англ. Melinda and Melinda) — кинофильм режиссёра Вуди Аллена, вышедший на экраны в 2004 году.

## Сюжет
Если рассматривать человеческую жизнь как театральную сцену, то возникает вопрос: в каком жанре мы наблюдаем эту жизнь? Комедии? Трагедии? Чего в ней больше? Этими размышлениями и заняты четыре человека в кафе.
Ведя аргументированную полемику о значимости комедии и трагедии в повседневной жизни, они рассматривают историю о девушке по имени Мелинда с двух противоположных точек зрения. В итоге получаются две разные интерпретации одной истории, проходящие параллельно друг другу и имеющие разные жанровые основы. При этом Мелинда и окружающие её персонажи меняются в зависимости от трагической или комедийной сути повествования. Эти рассуждения с разных точек зрения приводят к двум разным финалам, в которых комедия остается комедией, а трагедия — трагедией. Несмотря на их тонкую грань, они не пересекаются, хотя фактически друг от друга исходят.

## В ролях
| Актёр            | Роль           |
| ---------------- | -------------- |
| Рада Митчелл     | Мелинда Робишо |
| Хлоя Севиньи     | Лорел          |
| Уилл Феррелл     | Хоби           |
| Аманда Пит       | Сьюзан         |
| Чиветел Эджиофор | Эллис Мунсонг  |
| Джонни Ли Миллер | Ли             |
| Брук Смит        | Кэсси          |
| Винесса Шоу      | Стейси         |
| Стив Карелл      | Уолт           |
| Джош Бролин      | Грег Ирлингер  |
| Уоллес Шон       | Сай            |